# ICE BOX
ICE BOX（アイス・ボックス）は、森永製菓が1989年7月より製造・販売している氷菓である。キャッチコピーは、｢森永、ICE BOX!｣。
コラボレーションの一環として期間限定で結成された音楽ユニット「ICE BOX」、「ICE BOX BABY」についてもこちらの項目で記述する。

## 商品概要
アイスボックスのようなカップ入りの味付けした「かち割り氷」は、氷菓メーカーのトリー食品工業（埼玉県行田市、現在は廃業）が1989年に初めて開発した。均一の味、硬さをもった味付け氷を作るのは難しく、糖分のある水を凍らそうとすると、糖分が偏って凍ったり、硬さにムラができるといった問題が起きる。この問題は、味を付けた水をスプレー状にして瞬時に凍らす工程を繰り返し行なうことで解決し、製品化につながった。1989年から1992年頃までは、森永製菓とカネボウフーズが、トリー食品工業に生産委託（OEM生産）をする形で販売開始した。発売開始から数年間は販売エリアと販売量を限定していたが、1993年から全国販売を開始し生産量も生産ラインを拡充して需要に応えた。
中身は砕氷状になった大小様々な大きさの薄く甘味の付いた氷が入っている。また甘味料にはアスパルテームやスクラロースが使用されているためカロリーも抑えられている。氷状態の容器は「オパレイ」という柔らかいプラスチックの一種で作られており、中身が固まった際に揉みほぐすのに適している。
発売当初のキャッチコピーは「ベタベタしない!のど渇かない!キーンとおいしいかちわり氷」であった。また、過去にはレモン味・ヨーグルト味なども販売されていた。
デビュー当初は150mlであったが、現在は原材料費の高騰などもあり、価格は据え置かれているものの内容量が減らされ135mlとなっている（ただし巨峰味は元々135ml）。
発売元によると通常みぞれなどかき氷が売れる夏季以外にも安定して売れているという。開発当初より「飲むアイス」というコンセプトが設定されていたこと、中高生が運動の後や学校帰りに食べることも多いこと、氷菓として食べる以外に炭酸水や烏龍茶、アイスティー、カクテルやジュース類に入れて使うこともできることなどが理由にあるとしている。

## 現在発売中の商品
2023年現在
- グレープフルーツ味

過去には以下の食品も販売されていた。
- レモン味
- 巨峰味
- サイダー味
- マスカット味

## CMキャラクター

### 現在（2023年 - ）
- STU48

### 過去
- 西島秀俊（1993年）
- ICE BOX（1994年、2019年）
  - 吉岡忍
  - 池田聡
  - 中西圭三
  - 伊秩弘将
- ICE BOX GIRLS（1995年）
  - 佐藤藍子
  - 岡田理江
  - 中森友香
- MY LITTLE LOVER（1996年）
- Every Little Thing（1997年）
- 持田香織（1998年）
- センチメンタル・バス（2000年）
- 伊東美咲/天野浩成（2002年）
- misono（2003年）
- 大塚愛/山根和馬（2004年）
- 津田寛治/Spontania（2009年）
- 太田雄貴（2010年 - 2012年頃）
- 関ジャニ∞（2013年）
  - 丸山隆平
  - 安田章大
  - 錦戸亮
- 吉田圭織（2014年）
- BLUE ENCOUNT（2016年、WEB CM・一部地域TVCM）
- ゴールデンボンバー（2017年7月24日のみ）
- THE RAMPAGE from EXILE TRIBE(2018年 - 2021年)
- 日向坂46(2022年)

## CM起用された楽曲
- 1993年：Dan shoo bee 恋を感じたら（小森田実）
- 1994年：冷たいキス（ICE BOX）
- 1995年：冷たくしないで（ICE BOX BABY）
- 1996年：ALICE（MY LITTLE LOVER）
- 1997年：
  - For the moment（Every Little Thing）
  - 出逢った頃のように（Every Little Thing）
- 1998年：All along（Every Little Thing）
- 2000年：Summer Time Kids Story（センチメンタル・バス）
- 2002年：faraway（day after tomorrow）
- 2003年：CURRENT（day after tomorrow）
- 2004年：Happy Days（大塚愛）
- 2009年：夏夢 feat. Sotte Bosse（Spontania）
- 2016年：だいじょうぶ（BLUE ENCOUNT）
- 2017年7月24日限定：ICE BOX（ゴールデンボンバー）
- 2018年：BREAKING THE ICE（THE RAMPAGE from EXILE TRIBE）
- 2019年：
  - 冷たいキス (令和元年ver.）（ICE BOX）
  - SUMMER DAYS（THE RAMPAGE from EXILE TRIBE）

## ICE BOX（音楽ユニット）
1994年にコラボレーションの一環として吉岡忍、池田聡、中西圭三、伊秩弘将により本商品と同名の期間限定ユニット「ICE BOX」が結成され、同ユニットのシングル「冷たいキス」がCMに起用された。
2019年、東京都内で行われたICE BOX発売30周年記念イベントにおいて、ICE BOXメンバーの中西・池田・伊秩・吉岡が登場し、期間限定でICE BOXを再結成することとなり、25年ぶりの活動再開となった。同イベントでミニライブを行うほか、同日に音楽配信にて「冷たいキス (令和元年ver.)」と新曲「ROCK YOU WITH ICE BOX」がリリースされた。

### ディスコグラフィー

#### 参加作品
| 発売日         | タイトル                                           | 規格品番    | 曲順       | 楽曲       |
| -------------- | -------------------------------------------------- | ----------- | ---------- | ---------- |
| 2002年3月6日   | 作詞活動20周年記念 秋元流～市ヶ谷編                | MHCL-58/61  | Disc3/M.4  | 冷たいキス |
| 2003年6月18日  | 夏物語～SUMMER BEST SONGS～                        | AVCD-17287  | M.4        | 冷たいキス |
| 2004年7月14日  | ICEBOX SPECIAL SOUND TRACK                         | AVCD-17495  | M.1        | 冷たいキス |
| 2007年7月4日   | Hot Summer                                         | MHCL-1116/7 | Disc2/M.9  | 冷たいキス |
| 2009年9月16日  | Sing! Sing! Sing! 2 Around 40's Karaoke Best Songs | TKCA-73463  | M.8        | 冷たいキス |
| 2010年6月30日  | PERFECT SUMMER                                     | MHCL-1774   | Disc2/M.15 | 冷たいキス |
| 2012年6月20日  | ドラマティック・サマー ～平成夏うたBEST～          | MHCL-2070   | M.14       | 冷たいキス |
| 2014年6月25日  | ENDLESS SUMMER -FOR A LONG VACATION-               | MHCL-2450/2 | Disc1/M.9  | 冷たいキス |
| 2015年11月25日 | 大人のMUSICプレミアム CMソング編                   | TKCA-74279  | M.10       | 冷たいキス |
| 2019年9月4日   | A50 せつない恋の歌                                 | TKCA-74816  | M.12       | 冷たいキス |

### タイアップ
| 起用年 | 曲名                       | タイアップ                  |
| ------ | -------------------------- | --------------------------- |
| 1994年 | 冷たいキス                 | 森永製菓「ICE BOX」CMソング |
| 2019年 | 冷たいキス〜令和元年Ver.〜 | 森永製菓「ICE BOX」CMソング |

## ICE BOX BABY
1995年には「ICE BOX」に代わる新しい企画ユニット「ICE BOX BABY」が結成され、同ユニットの1stシングル「冷たくしないで」がCMに起用された。
なお、覆面ユニットのためしばらくメンバーの正体は明かされなかったが、メンバーは平松まゆき、藤田恵美、小柳ゆきの実姉である美裕リュウ、大本友子の4人である。
CMには、ユニットメンバーではなく、ICE BOX GIRLSとして佐藤藍子、岡田理江、中森友香の3人が出演していた。

### ディスコグラフィー

#### 参加作品
| 発売日        | タイトル                   | 規格品番   | 曲順 | 楽曲           |
| ------------- | -------------------------- | ---------- | ---- | -------------- |
| 2004年7月14日 | ICEBOX SPECIAL SOUND TRACK | AVCD-17495 | M.2  | 冷たくしないで |

### タイアップ
| 起用年 | 曲名               | タイアップ                                          |
| ------ | ------------------ | --------------------------------------------------- |
| 1995年 | 冷たくしないで     | 森永製菓「ICE BOX」CMソング                         |
| 1995年 | 恋はア・ラ・カルト | CBCテレビ『ミックスパイください』エンディングテーマ |